# Aethionema saxatile
Espèce
Classification phylogénétique
L'Æthionème des rochers, ou Aethionema saxatile, est une espèce de plante du genre Aethionema et de la famille des brassicacées.

## Statut
Aethionema saxatile subsp. ovalifolium (DC.) Nyman, 1878 est présente dans le livre rouge de la flore menacée de France.